# Guadalupe de Cisneros
Guadalupe de Cisneros är en ort i Mexiko.   Den ligger i kommunen Heroica Villa Tezoatlán de Segura y Luna och delstaten Oaxaca, i den sydöstra delen av landet, 240 km sydost om huvudstaden Mexico City. Guadalupe de Cisneros ligger 1 547 meter över havet och antalet invånare är 420.
Terrängen runt Guadalupe de Cisneros är huvudsakligen kuperad. Guadalupe de Cisneros ligger nere i en dal. Runt Guadalupe de Cisneros är det glesbefolkat, med 8 invånare per kvadratkilometer. Närmaste större samhälle är Ciudad de Huajuapan de León, 17,0 km norr om Guadalupe de Cisneros. I omgivningarna runt Guadalupe de Cisneros växer huvudsakligen savannskog.